# Hökeflycht
Hökeflycht var en svensk adelsätt med ursprung från Småland, utdöd 1789.

## Historia
Ättens äldsta kända medlemmar är bröderna Björn och Göran Olofsson. 
Björn Olofsson är nämnd som väpnare 1590, och hans bror Göran Olofsson till Hageby (i Vadsbo härad) i Svenneby socken Skaraborgs län. är nämnd bland det rustande frälset i Västergötland under 1500-talet och var med på tågen till Halmstad 1562, 1563 och 1565. 
Senare forskning har visat att Björn Olofsson, som är nämnd som väpnare 1590, var gift med en till namnet okänd kvinna av släkten Lilliehöök, och att deras ättlingar tog ett vapen som påminner om deras mors släktvapen med en hök ovanför en lilja, utan att vara identiskt med detta.
Björn Olofssons son Tuve Björnsson till Fostorp i Vingåkers socken, Södermanlands län, var gift med Margareta (Rosenstråle).
Tuwe Björnssons son Tuwe Tuwesson Hökeflycht till Qvarnstad i (Kvarnstad i Nävelsjö socken), anmälde sig år 1634 till introduktion på Sveriges Riddarhus, och berättade då, att hans farfar varit adel, men att breven derom genom vådeld förkommit. Han blev då först ålagd att bevisa sin adliga härkomst, men introducerades sedan samma är under nummer 208 samt namnet Hökeflycht  efter höken i vapnet. Tuwe Tuwesson ingav 1638 bevis från Kammararkivet att hans farfars bror, Göran Olofsson, varit adelsman, vilket Hans Kyle intygat att Tuwe Tuwesson var av samma familj på fädernet. 
Tuwe Tuwesson Hökeflycht (död 1644) var ryttmästare för ett kompani Närkes ryttare, död i Malmö 1644 och begraven i Gillberga kyrka, Södermanland. Gift med Christina Wäderhorn, dotter till Joen Ericsson Wäderhorn till Lyestad.  
Deras son löjtnanten, sedermera majoren, vid Livregementet till häst Tuwe Tuwesson Hökeflycht (död 1680) var gift med Märta Rosenhane, (1614-1701), '"som skall hava fattat tycke för honom, då han ännu var ryttare", dotter till ståthållaren på Nyköpingshus, Johan Jöransson Rosenhane och Catharina Arp. 
Paret fick fem söner. Alla sönerna gick i krigstjänst och avled vid relativt unga år, den siste var löjtnanten vid amiralitetet Mårten Hökeflycht som stupade 1702 ombord på sin förande jakt Flundran under sjöslaget på Peipus.
Märtas äldre syster Catharina gifte sig 1640 med överstelöjtnanten vid Upplands ryttare Jakob Silfverpatron. Hans farbror, ryttmästaren Erik Jakobsson Silfverarm, var gift med Tuve Hökeflychts faster Christina Tuvesdotter. Familjerna var därigenom avlägset bekanta och det var anledningen till att den unge Tuve hade tillbringat långa tider i det Rosenhanska hemmet.
Märta Rosenhane fick efter moderns död 1654 överta äganderätten till Nynäs gård i Värmland.

Svenska chefsskeppet Gustaf III efter slaget vid Hogland 1788. På detta skepp skadades Erik Gustaf Hökeflycht dödligt 1789, varvid ätten Hökeflycht utlocknade.

Tuve Hökeflycht avled 1680 och är begraven i Visnums-Kils kyrka, där hans eget och fyra av hans söners vapen är uppsatta. Märta Rosenhane överlevde sin man i tjugotvå år och satt i orubbat bo. Släkten synes dock ej ha varit fullt belåten, ty i en inlaga år 1693 yrkade brorsonen Bengt Rosenhane och systersonen Johan Kruuse på att Märta måtte förbjudas att avyttra något av godsen. När hon avled 1701 hade alla hennes bröstarvingar gått före henne ur tiden. Arvskiftet förrättades på Tistad i Bärbo socken i Södermanland och där bestämdes att Nynäs skulle tillfalla hennes bror Scherings son Johan Rosenhane.
En medlem av ätten Hökeflycht är känd i arkiven för sin osedlighet:Joen Hökeflycht, major vid Skånska kavalleriet fick som överstelöjtnant avsked 1675, för särdeles orsakers skull: han förförde först Märta Rothenbalk, sedan Anna Lilliehöök. Han dog ogift 1677.
Ätten utdog 1789 med sjökaptenen Erik Gustaf Hökeflycht som avled av sina erhållna sår i sjöslaget vid Öland 1789, ombord på chefsskeppet Gustaf III.
Släkten är ingift i släkter som Hane till Hesselby, Silfverarm, Verdelet de Fornoy, Pilefelt, Roswall, Uhrberg, Heinrich, Höijer, Merser, Ihlström, Borin och Lilliestielke.

## Kända medlemmar
- Jonas Hökeflycht